# Liste der Monuments historiques in Rilly-la-Montagne
Die Liste der Monuments historiques in Rilly-la-Montagne führt die Monuments historiques in der französischen Gemeinde Rilly-la-Montagne auf.

## Liste der Objekte
| Bezeichnung                                    | Beschreibung                            | Standort                        | Kennzeichnung | Schutzstatus    | Datum  | Bild |
| ---------------------------------------------- | --------------------------------------- | ------------------------------- | ------------- | --------------- | ------ | ---- |
| Skulptur Ecce homo                             | Stein, 16. Jahrhundert                  | auf dem neuen Friedhof (Lage)   | PM51001589    | Classé gelöscht | ? 1960 |      |
| Kredenz                                        | Holz, Marmor, 18. Jahrhundert           | in der Kirche St-Nicolas (Lage) | PM51003122    | Inscrit         | 1980   |      |
| Skulptur Madonna                               | Stein, 14. Jahrhundert                  | in der Kirche St-Nicolas (Lage) | PM51000947    | Classé          | 1908   |      |
| Skulpturengruppe Heiliger Joseph mit Jesuskind | Holz, 20. Jahrhundert, von Paul Bialais | in der Kirche St-Nicolas (Lage) | PM51003121    | Inscrit         | 1980   |      |